# СПП (прицел)
СПП (от Снайперский Пулемётный Прицел), индекс ГРАУ 10П50 — оптический прицел, созданный специально для прицельной стрельбы из крупнокалиберных пулемётов НСВ-12,7 и «Корд» в любое время суток на дистанции вплоть до 1500-2000 м. Разработан в ЦКБ «Точприбор» (Новосибирск), в 1972 году был принят на вооружение. Производство налажено на Новосибирском приборостроительном заводе.

## Конструкция
Легко монтируется на оружии с помощью стандартного бокового крепления. Оснащён дальномерной шкалой, системой подсветки сетки, механизмами введения углов прицеливания и выверки по высоте и направлению. Прицел СПП-М может устанавливаться и на снайперские винтовки.

## Тактико-технические характеристики
Кратность увеличения, крат — 3/6 (5/10 у СПП-М)
Угловое поле зрения, град — 5/12
Удаление выходного зрачка, мм — 55
Диаметр выходного зрачка, мм — 4,2-8
Габаритные размеры, мм — 365×96×178
Общая масса прицела, кг — 1,7
Температурный диапазон применения — -50°C / +50°C